# Gymnangium speciosum
Gymnangium speciosum är en nässeldjursart som först beskrevs av George James Allman 1877.  Gymnangium speciosum ingår i släktet Gymnangium och familjen Aglaopheniidae. Inga underarter finns listade i Catalogue of Life.